# Igaal Niddam
Igaal Niddam (Fes, Marroc, 16 de novembre de 1938) és un guionista i director de cinema i de fotografia suís.

## Biografia
Membre d'una família de jueus marroquins, entre 1948 i 1959 va viure a un quibuts d'Israel, va treballar com a càmera a Tel-Aviv abans de marxar a Suïssa el 1964 per exercir la seva professió a la Télévision suisse romande. Des de 1968 va treballar per la productora Telvetia i després va tornar a la TSR el 1985.
Igaal Niddam es va iniciar en la direcció amb Le Troisième cri estrenada el 1974. La pel·lícula, coescrita amb Yves Navarre i Marguerite Cassan, va rebre el premi al millor guió al Festival Internacional de Cinema Fantàstic de Sitges. Durant la dècada del 1990 va dirigir una dotzena de telefilms de ficció per televisió, així com episodis de les sèries Docteur Sylvestre, L'Instit i Sauvetage. El 2008 tornaria al cinema amb Dan et Aaron (Frères).

## Filmografia

### Càmera
- 1973: Un grand peintre, episodi de la sèrie Témoignages, dirigida per Raymond Barrat, fotografia de Roger Fellous
- 1974: Le Dessous du ciel, sèrie de televisió, dirigida per Roger Gillioz, fotografia de Roger Fellous i Jean-Jacques Guyard

### Director de fotografia
- 1974: Le Troisième Cri, d'Igaal Niddam
- 1977: Nous sommes des Juifs arabes en Israël, d'Igaal Niddam
- 1978: Docteur Erika Werner, minisèrie de Paul Siegrist
- 1980: La Grotte aux loups, telefilm de Bernard Toublanc-Michel
- 1981: Guerre en pays neutre, minisèrie de Philippe Lefebvre

### Director
- 1974: Le Troisième Cri, llargmetratge amb Jacques Denis, Christine Fersen i Myriam Mézières
- 1977: Nous sommes des Juifs arabes en Israël, documental
- 1990: La Vierge noire,minisèrie coproduïda per Antenne 2, la TSR, la Rai, la TVE, la ZDF i l'ORF amb Micheline Dieye i Jérôme Anger
- 1992: 2 bis, rue de la Combine, telefilm amb Clémentine Célarié, Yves Afonso i Jean-Pierre Bisson
- 1993: La Voyageuse du soir, telefilm amb Sophie Broustal i Andrea Occhipinti
- 1994: Passé sous silence, telefilm amb Marie-Sophie L., Jean-Claude Dreyfus i Aurore Clément
- 1995: Fils de flic, telefilm amb Bernard Verley, Sébastien Roch i Cécile Bois
- 1996: La Dame du cirque, telefilm amb Jan Niklas, Christèle Tual i Julie Debazac
- 1997: Rideau de feu, telefilm amb Corinne Touzet, Mathieu Carrière i Paul Crauchet
- 1997: Un esprit clairvoyant, episodi de la sèrie Docteur Sylvestre, amb Jérôme Anger i Maria Pacôme
- 1998: Le trésor de l'anse du bout, episodi de la sèrie L'Instit, amb Gérard Klein, Mélissa Germe i Nina Gibert
- 2000: Sauvetage, sèrie de televisió amb Pascale Rocard, Maxime Leroux i Laurent Deshusses
- 2008: Dan et Aaron / Frères, llargmetratge amb Baruch Brener, Micha Celektar i Orna Pitussi